# Российско-таджикистанские отношения
Российско-таджикистанские отношения — двусторонние отношения  между Республикой Таджикистан и Российской Федерацией. Дипломатические отношения между Республикой Таджикистан и Россией установлены 8 апреля 1992 года. Обе страны состоят в СНГ, Организации Договора о коллективной безопасности, Шанхайской Организации Сотрудничества. Основополагающим договорно-правовым документом является Договор о дружбе, сотрудничестве и взаимной помощи (1993).

## Экономическое сотрудничество

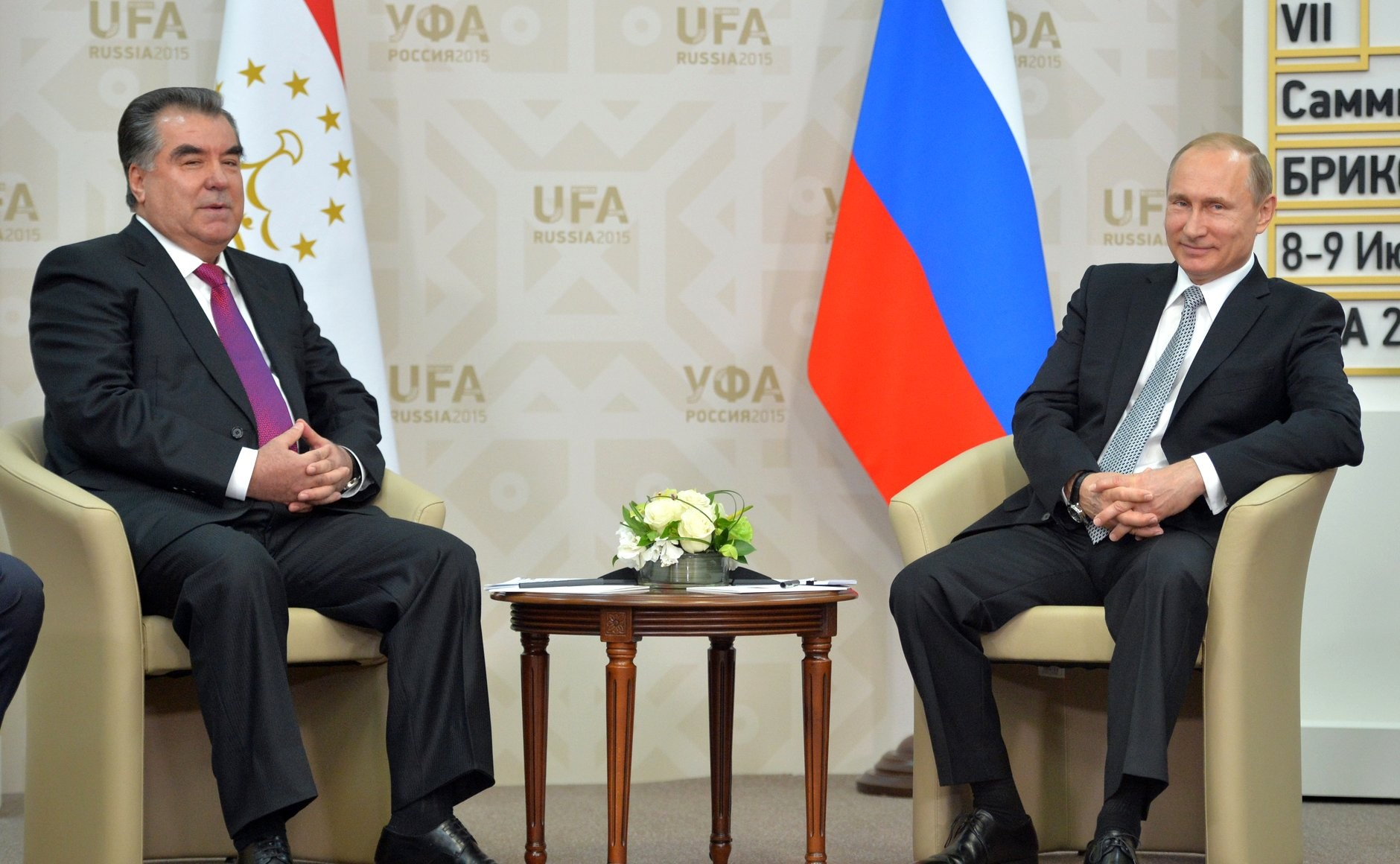
Встреча Президента России Владимира Путина с Президентом Таджикистана Эмомали Рахмоном, 2015 год

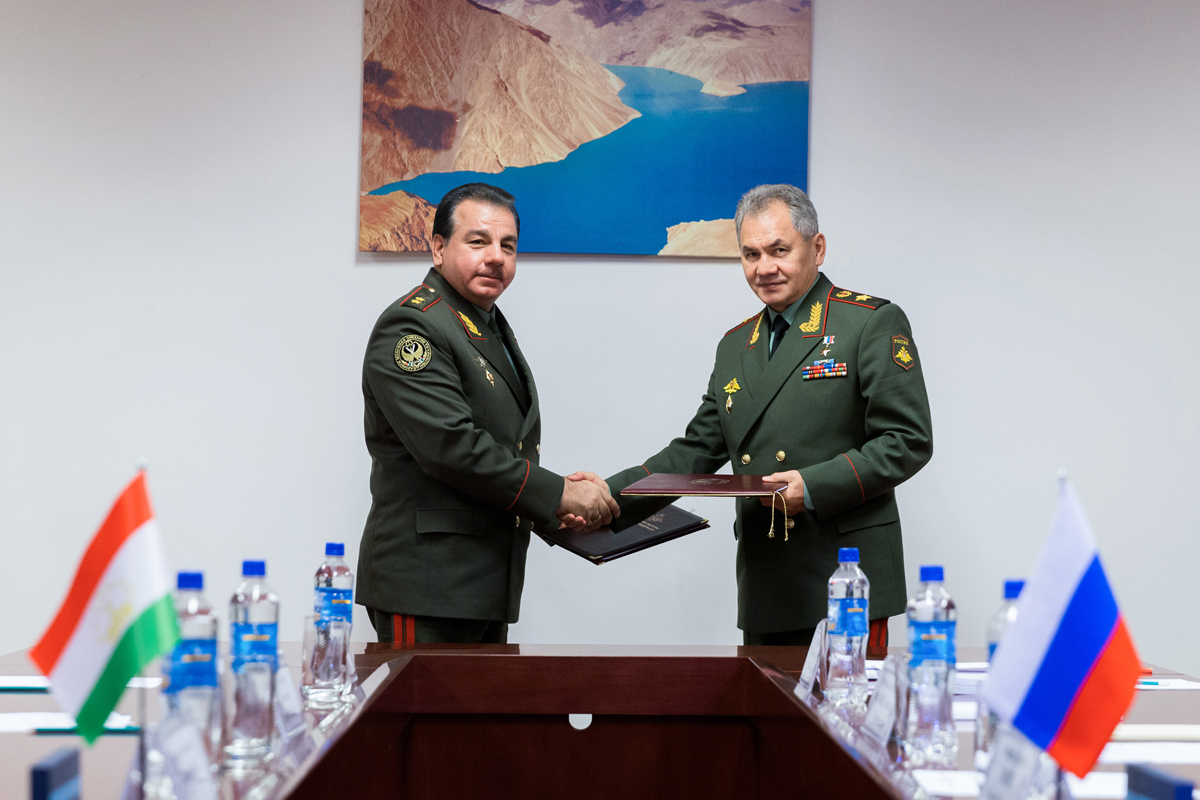
Встреча министра обороны Таджикистана Шерали Мирзо с министром обороны России Сергеем Шойгу, 2017 год

Частные лица в Таджикистане получают денежные переводы из России: в 2012 году в сумме 3.595 млрд долларов, что составляет около 48 % ВВП Таджикистана. Около 1,5 миллиона таджиков работают за рубежом, в основном в России.
Российские энергетические компании вложили около 16 млрд рублей в строительство Сангтудинской ГЭС-1, расположенной в Душанбе.
15 сентября 2021 года Россия и Таджикистан ратифицировали договор о пенсионном обеспечении: он предусматривает пропорциональное распределение финансовой ответственности сторон при страховом обеспечении пенсионных прав.
На 2023 год Россия сохраняет статус крупнейшего торгового партнера Таджикистана (на Россию  приходится 25% оборота, против 18% у Китая). В 2022 и 2023 году Таджикистан вошёл в десятку импортёров пиломатериалов из России, импортировав 482 тыс. м3 пиломатериалов.
В то же время Таджикистан не рассматривает российский рынок среди перспективных: несмотря на согласование в 2023 году некоторых договорённостей (С февраля стали доступны денежные переводы из России в Таджикистан через систему быстрых платежей, а в ноябре Россия и Таджикистан подписали меморандум в сфере инвестиционного климата, предпринимательства и сотрудничества между свободными экономическими зонами), Таджикистан продолжает отказываться от вступления в ЕАЭС и открыто заявляет о большем интересе в наращивании связей с Китаем.

### Показатели
Взаимный товарооборот двух стран в 1995—2009 годах увеличился с 357 млн долларов до 785 млн долларов. В 2014 году он составил $1,251 млрд долларов.
На фоне войны в Украине товарооборот значительно увеличился и составил около $1,22 млрд в 2022 году и $1,7 млрд в 2023 году.

## Военная сфера
После распада СССР Россия взяла на себя охрану таджикско-афганской границы. Только в 1992—2005 годах при охране этой границы в Таджикистане в приграничных боестолкновениях погиб 161 и были ранены 362 российских пограничника. Россия передала властям Таджикистана пограничную инфраструктуру: 13 военных городков, 64 погранзаставы и комендатуры, а также вооружение и боевую технику.
В октябре 2004 года в Таджикистане (на базе 201-й мотострелковой Гатчинской дивизии) была образована российская сухопутная военная база.
В 2014 году подписана Программа совместной модернизации ВС Таджикистана, по которой Москва представила Душанбе военно-технических услуг на сумму около 1,23 млрд долларов.
С 2015 года российские военные обучали военнослужащих Таджикистана. На полигонах базы на ежегодно готовится до одной тысячи военных специалистов — саперов, разведчиков, механиков-водителей танков и БМП, артиллеристов. Ежегодно обучение в России проходят порядка 500 таджикских военнослужащих. 12 августа 2021, на фоне дестабилизации обстановки в соседнем Афганистане, Россия выделила 1,1 млн долларов на строительство пограничной заставы в Хатлонской области, а позже провелись военные учения.
В 2021 году между Россией и Таджикистаном было ратифицированно соглашение о создании объединённой региональной системы противовоздушной обороны. Эта система стала составной частью общей системы противовоздушной обороны государств – участников Содружества Независимых Государств.
С 3 по 7 апреля 2023 года на горно-пустынном полигоне Харб-Майдон в Хатлонской области Таджикистана, вблизи границы с Афганистаном прошли совместные российско-таджикские учения по ликвидации вооруженных формирований в условиях горной местности.
22 ноября 2023 года Россия в рамках создания общей системы ПВО стран ОДКБ поставила в Таджикистан 2 дивизиона систем С-300. Правительство РФ до конца года должно завершить все процедуры, связанные с развертыванием системы ПВО в Таджикистане.

## Сотрудничество в сфере образования
В Душанбе действует Российско-таджикский (славянский) университет, который находится в совместном ведении России и Таджикистана. Кроме того, государства взаимодействуют в сфере школьного образования. Граждане Таджикистана имеют возможность обучаться в российских ВУЗах по квотам: в 2022 году было 750 квот, в 2023 году 902, в  2024-2025 учебном году — 1000.
В 2017 году в Таджикистан прибыла первая партия учителей из России, которые должны были преподавать в школах Таджикистана, причем зарплата каждого учителя состояла из двух частей — 12 тыс. руб. платит таджикистанская сторона, а 60 тыс. руб. выдаёт Министерство образования России.
В июне 2020 года Россия выделила $21,2 млн для развития системы школьного питания в Таджикистане. Эти средства пошли на ремонт и переоснащение столовых, повышение квалификации сотрудников школ и проведение информационной кампании за здоровое питание. Россия, начиная с 2014 года, помогает Таджикистану совместно с продовольственной программой ООН.
В 2018/19 и 2019/20 учебных годах 48 российских преподавателей вели образовательную деятельность более чем в 20 таджикистанских школах.
В начале 2020 года Федеральное собрание России и Высшее собрание Таджикистана ратифицировали соглашение о строительстве пяти школ с русским языком обучения в пяти городах Таджикистана.
3 марта 2023 года глава Минобрнауки России Валерий Фальков и министр образования и науки Республики Таджикистан Рахимджон Саидзода подписали соглашение о взаимном признании ученых степеней и званий. Соглашение упростит доступ граждан двух стран к трудовой или другой профессиональной деятельности.

## Образ России в учебниках Таджикистана
В учебниках Таджикистана действия царской России и Советского Союза получают различную оценку с учетом существовавшей в определенный момент в стране общественно-политической формации. Поэтому в пособиях можно найти как указание на негативное воздействие идейной политики СССР, так и признание заслуг в предоставленной помощи в развитии отдельных отраслей экономики, науки, образования. При этом подчеркивается, что таджики были «насильно приобщены к мировым процессам под руководством большевиков». Отдельные авторы указывают на то, что большевики «провели духовный геноцид, исковеркали менталитет и искусственно разделили» народы. Советская идентичность противопоставляется национальным традициям, в отдельных аспектах русские указаны как «нежелательное меньшинство».

## Культурное сотрудничество

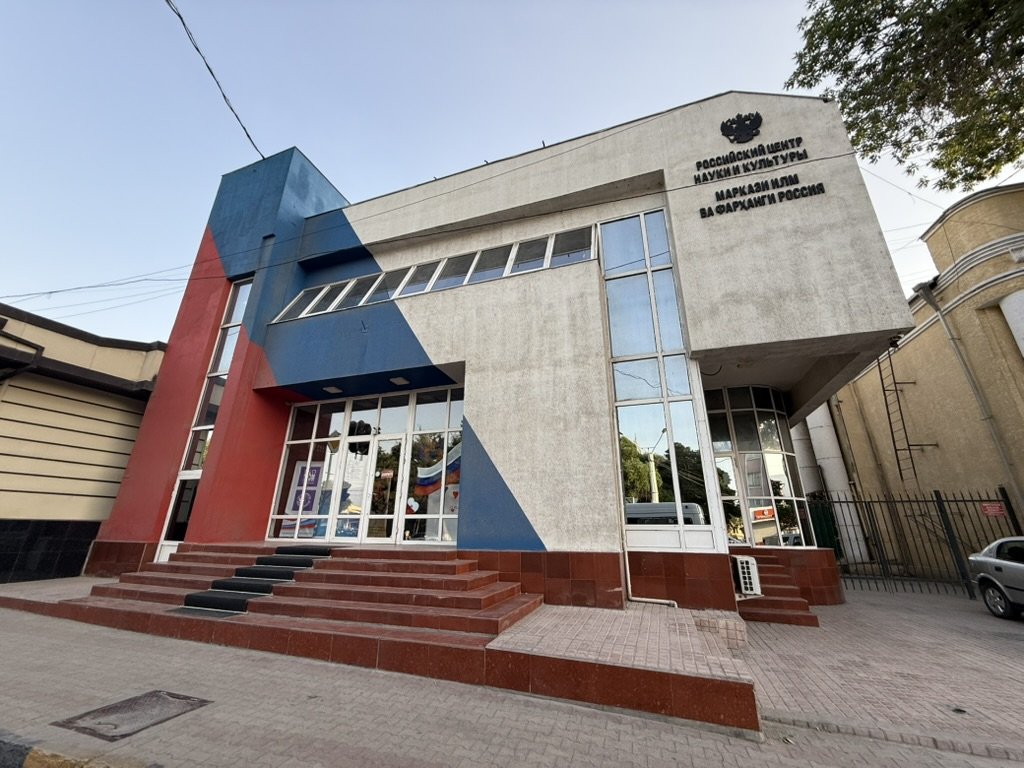
Российский центр науки и культуры в Худжанде

В 2023 году в рамках программы «Дни культуры Российской Федерации в Республике Таджикистан — основа укрепления дружбы между народами» делегация в составе 64 российских артистов под руководством замминистра культуры России Надежды Преподобной прибыла в Таджикистан с творческими программами в городах Душанбе и Худжанд. Также в Душанбе состоялся Форум «Диалог между музеями Таджикистана и России».
В декабре 2023 года в Таджикистане открылся первый ресурсный центр по изучению русского языка, созданный по проекту Россотрудничества. Он расположен в городе Турсунзаде.

## Туризм и миграция
На 2023 год Россию и Таджикистан связывают более 150 авиарейсов в неделю. Полеты осуществляются из Москвы, Санкт-Петербурга, Сочи, Екатеринбурга, Новосибирска, Казани, Красноярска, Минеральных Вод, Самары, Уфы и Челябинска, Иркутска. Страны также связывает пассажирское железнодорожное сообщение из Москвы и Волгограда в Душанбе, Худжанда, Куляб и другие города.
В 2024 году положение прибывших в Россию граждан Таджикистана усложнилось на фоне теракта в Крокус Сити Холле, совершённом в пригороде Москвы таджикистанцами, завербованными ИГИЛ.  МИД Таджикистана рекомендовал своим гражданам воздержаться от поездок в Россию, отмечая при этом сложность перехода российской границы для тех, кто всё-таки решил её пересечь. Депортации подверглись сотни граждан Таджикистана; только из одного аэропорта Внуково за четыре дня было депортировано 643 человека.

## Гуманитарная помощь
За 2020 года Роспотребнадзор передал Таджикистану около 120 тысяч тестов на выявление «COVID-19». В 2021 году Россия передала Таджикистану передвижные медицинские пункты и вакцину спутник V.
Российская Федерация в рамках миссии ООН поддерживает Таджикистан с 2005 года, а с 2013 года – является ключевым донором программы школьного питания и деятельности ВПП в стране, выделив на реализацию Программы $86,1 млн., включая $58 млн. на продовольственную помощь и $28,1 млн. на модернизацию инфраструктуры.